# Supertalent in Vlaanderen
Supertalent in Vlaanderen was de Vlaamse versie van de Britse format 'Britain's Got Talent'. Het werd van maart tot mei 2007 uitgezonden op VT4.

## Concept
Tijdens de eerste 4 auditie-afleveringen kreeg de jury een overzicht van de talenten die zich hadden aangemeld. Elke act kreeg 2 minuten de tijd om ten overstaan van een studio vol publiek de aandacht van de jury te grijpen en liefst ook vast te houden. Zo niet dreigde de onverbiddelijke stopknop.

## Jury
De jurering geschiedde door Gert Verhulst, Paul Jambers en Martine Prenen. Zij voorzagen de acts van commentaar en hadden daarnaast de macht om voortijdig in te grijpen: via een buzzer kunnen ze bij gebrek aan kwaliteit acts laten stoppen. 

## Presentatie
De presentatie was in handen van Ann Van Elsen en Felice.

## Finale en winnaar
Uiteindelijk werd uit de 8 finalisten het zussentrio Triple E als winnaar verkozen en kregen zo € 50.000.

## Vervolg
In het najaar van 2012 kwam het format terug op VTM onder de naam Belgium's Got Talent, net zoals bij Supertalent In Vlaanderen werd het programma geproduceerd door productiehuis Fremantle.
Albanië · Argentinië · Australië · België (Franstalig) · België (Nederlandstalig, versie 1) · België (Nederlandstalig, versie 2) · Brazilië · China · Denemarken · Duitsland · Estland · Frankrijk · Filipijnen · Georgië · Griekenland · Groot-Brittannië · Hongarije · India · Indonesië · Israël · Italië · Nederland · Nieuw-Zeeland · Noorwegen · Polen · Portugal · Rusland · Servië · Verenigde Staten · Zuid-Afrika · Zweden